# Csang Ji-mou
Zhang Yimou (hagyományos kínai: 張藝謀, egyszerűsített kínai: 张艺谋, pinjin: Zhāng Yìmóu /, magyaros átírással, Csang Ji-mou; 1951. november 14.; más források szerint 1950) kétszeres BAFTA-díjas kínai filmrendező, producer, színész, forgatókönyvíró, korábban operatőr. Első filmjét 1987-ben rendezte Vörös cirokmező címmel.
Csang (Zhang) volt az első kínai filmes, akit Oscar-díjra jelöltek, 1990-ben a Ju Dou, 1991-ben pedig A vörös lámpások című filmjéért, de számos más nemzetközi díjjal is kitüntették, többek között a Cannes-i fesztivál Nagydíjával, BAFTA-díjjal és Arany Medve-díjjal.
Nemzetközileg legismertebb filmjei közé tartozik a Hős és a A repülő tőrök klánja című vuhsziák (wuxiák), valamint a grandiózus Az aranyszirmok átka.

## Gyermek- és fiatalkora
Csang (Zhang) Kína Senhszi (Shaanxi) tartományának székhelyén, Hszi'an (Xi'an) városában született, bőrgyógyász édesapja a kínai polgárháború idején Csang Kaj-sek alatt szolgált a Kuomintang hadseregének egyik tisztjeként. Emiatt Csang (Zhang)nak sok nehézséggel kellett megküzdenie pályafutása kezdetén.
Az 1960-as és '70-es évek kulturális forradalma idején Csang (Zhang) otthagyta az iskolát és dolgozni kezdett, először mezőgazdasági munkásként, majd egy hszienjang (xianyang)i textilgyárban. Ez idő alatt kezdte el érdekelni a festészet és az amatőr fényképészet.

## Pályafutása

### Kezdetek
Amikor a Pekingi Filmakadémia 1978-ban újra megnyitotta kapuit 1978-ban, az akkor 27 éves Csang (Zhang) már nem jelentkezhetett, mert a szabályok szerint túl korosnak számított. Az ambiciózus fiatalember azonban nem adta fel a harcot, s a Kulturális Minisztériumhoz adott be kérvényt, mellékelve fényképportfólióját, s a hatóságok megengedték neki, hogy operatőri szakra jelentkezzen. Csang (Zhang) 1982-ben végzett, osztálya több tagjával együtt később a kínai filmművészet ötödik generációs tehetségeként emlegették.
Csang (Zhang)ot a Kuanghszi (Kuanghszi-Csuang Autonóm Terület) Filmstúdióhoz osztották be operatőrként. Eredetileg rendezőasszisztensként kellett volna a frissen végzetteknek dolgozniuk, ám annyira hiány volt filmrendezőkből, hogy a hatóságok engedélyt adtak a fiataloknak saját filmjeik elkészítésére. Csang (Zhang) először csoporttársai filmjeinél működött közre operatőrként: Csang Csün-csao (Zhang Junzhao) One and Eight valamint Csen Kaj-ko (Chen Kaige) Yellow Earth című filmjében, melyek hatalmas sikert értek el a Hong Kong Film Awards díjátadón.
1985-ben Csang (Zhang) hazatért szülővárosába, ahol Vu Tien-ming (Wu Tianming) Old Well című filmjének főszereplője és operatőre lett 1987-ben. Színészi játékáért a Tokiói nemzetközi Filmfesztivál díjával jutalmazták.

### Rendezőként

#### 1980-as évek
1987-ben Csang (Zhang) a Vörös cirokmező című filmmel debütált rendezőként, a főszerepet egy újonc színésznőre, Gong Lire bízta. A film felhívta Csang (Zhang)ra a figyelmet a nemzetközi porondon is, Arany Medve-díjjal jutalmazták.
1989-ben a Codename Cougar című filmben a politikai thriller műfajával kísérletezett, a főszereplő Gong Li és Ge You volt, ám a kritikusok ezúttal egyáltalán nem örültek, később pedig Csang (Zhang) maga is élete legrosszabb filmjének nevezte az alkotást. Ugyanebben az évben kezdett el dolgozni a Ju Dou című filmen, ismét csak Gong Livel a főszerepben, a férfi főszerepet Li Baotian alakította. A film hatalmas kritikai sikert aratott, az első kínai film lett, amit Oscar-díjra jelöltek.

#### 1990-es évek
A Ju Dou sikere után Csang (Zhang) A vörös lámpások című filmen kezdett el dolgozni, mely Su Tong regénye alapján készült, és ismét csak Gong Li volt a női főszereplő. A kritikai siker ezúttal sem maradt el, a Chicago Sun-Times dicsérte a színeket és a film „érzéki fizikai szépségét”, és Oscar-díjra is jelölték a legjobb idegen nyelvű film kategóriájában.
1992-ben ismét Gong Livel dolgozott a Kjú Dzsű története című drámai vígjátékban, s elnyerte például az Arany Oroszlán díjat vele.
A To Live című filmje, melyet Yu Hua azonos című regénye alapján rendezett, újabb kritikai sikert aratott, ezúttal a cannes-i fesztivál zsűrijének nagydíját vitte el. A filmet Kínában betiltották, a kommunista kormányt kritizáló tartalma miatt.
1995-ben a rendező ismét Gong Livel dolgozott, hetedik közös filmjükön, A sanghaji maffia címmel. Li és Csang (Zhang) romantikus kapcsolata a film forgatása közben ért véget, s a páros több mint tíz évig nem dolgozott ezután együtt, egészen a 2006-os Az aranyszirmok átka című filmig.
1997-ben Csang (Zhang) Maradj nyugodt címmel vígjátékot forgatott a modern Kínáról; ez volt a második filmje, ami nem történelmi jellegű volt.
A Teljes a létszám című filmmel Csang (Zhang) ismét a Kjú Dzsú történetében alkalmazott neorealizmushoz fordult és amatőr színészekkel készítette el a filmet, mely újabb Arany Oroszlán díjat hozott neki Velencében.

#### 2000-es évek
Néhány kisebb film után 2002-ben Csang (Zhang) egy nagyszabású vu-hszia (wuxia) forgatásába kezdett, olyan nemzetközileg is elismert sztárokkal, mint Jet Li, Maggie Cheung, Tony Leung, Csang Ce-ji (Zhang Ziyi) és Donnie Yen. A filmet az Egyesült Államokban két évvel a kínai bemutató után, Hős címmel mutatta be a Miramax, Quentin Tarantino nyomására, hatalmas sikerrel. Azon kevés külföldi filmek egyike lett, mely első helyen nyitott az amerikai kasszáknál, és 2010-ig bezárólag minden idők harmadik legsikeresebb külföldi filmje lett Amerikában. A kritikai siker sem maradt el, Oscar- és Golden Globe-díjra jelölték az alkotást. Főképp szín- és képi világáért dicsérték a kritikusok, a Reelview kritikusa „vizuális költészetnek” nevezte.
A Hőst 2004-ben egy újabb harcművészeti film követte, A repülő tőrök klánja, Csang Ce-ji (Zhang Ziyi), Andy Lau és Kanesiro Takesi főszereplésével, s Csang (Zhang) újabb kritikai sikert könyvelhetett el.
2005-ben Csang (Zhang) visszatért pályafutása korábbi éveiben készített drámai rendezési módszereihez és elkészítette Az út haza című filmet a japán Ken Takakurával a főszerepben, akit már több mint harminc éve csodált. A film egy japán apa történetét dolgozza fel, aki megpróbálja helyrehozni kapcsolatát a fiával, s végül Kínában köt ki.
2006-ban Csang (Zhang) újra Gong Livel dolgozott együtt az Az aranyszirmok átka című grandiózus alkotásban, a további főszerepekben Chow Yun-fat és a tajvani popsztár Jay Chou volt látható.
2008-ban szokatlan rendezői feladatot kapott, a pekingi olimpia nyitó- és záróceremóniáját rendezte.
2010. május 24-én a Yale Egyetem tiszteletbeli doktori címmel ajándékozta meg, mint „a kamera és koreográfia géniuszát”.

## Filmográfia

### Rendezőként
| Év   | Cím                          | Kínai/angol cím                                | Megjegyzések                                                                                    |
| ---- | ---------------------------- | ---------------------------------------------- | ----------------------------------------------------------------------------------------------- |
| 1987 | Vörös cirokmező              | 红高粱/Red Sorghum                             | Arany Medve-díj, 1988                                                                           |
| 1988 | Codename Cougar              | 代号美洲虎                                     | (társrendező)                                                                                   |
| 1990 | Ju Dou                       | 菊豆                                           | a legjobb idegen nyelvű film Oscar-díjára jelölték                                              |
| 1991 | A vörös lámpások             | 大红灯笼高高挂/Raise the Red Lantern           | BAFTA-díj; Oscar-díjra jelölve                                                                  |
| 1992 | Kjú Dzsű története           | 秋菊打官司/The Story of Qiu Ju                 | Arany Oroszlán díj, 1992                                                                        |
| 1994 | To Live                      | 活着                                           | Cannes-i fesztivál Zsűri Nagydíja, 1994                                                         |
| 1995 | A sanghaji maffia            | 摇啊摇，摇到外婆桥/Shanghai Triad              |                                                                                                 |
| 1995 | Zhang Yimou                  |                                                | A Lumière and Company-antalógia egy része                                                       |
| 1997 | Maradj nyugodt               | 有話好好說/Keep Cool                           |                                                                                                 |
| 1999 | Teljes a létszám             | 一个都不能少/Not One Less                      | Arany Oroszlán díj Velencei Filmfesztivál legjobb rendező díja                                  |
| 1999 | Az út haza                   | 我的父亲母亲/The Road Home                     | Berlini Nemzetközi Filmfesztivál Zsűri Nagydíja                                                 |
| 2000 | Boldog idők                  | 幸福時光/Happy Times                           |                                                                                                 |
| 2002 | Hős                          | 英雄/Hero                                      | Berlini Nemzetközi Filmfesztivál Alfred Bauer-díj Arany Medve díjra jelölve Oscar-díjra jelölve |
| 2004 | A repülő tőrök klánja        | 十面埋伏/House of Flying Daggers               |                                                                                                 |
| 2005 | Lelki vándorúton             | 千里走单骑/Riding Alone for Thousands of Miles | Hong Kong Film Awards - Legjobb film, 2007                                                      |
| 2006 | Az aranyszirmok átka         | 满城尽带黄金甲/Curse of the Golden Flower      | Hong Kong Film Awards - Legjobb rendező jelölés                                                 |
| 2007 |                              | Movie Night                                    | To Each His Cinema-antológia                                                                    |
| 2009 | A nő, a pisztoly és a fogadó | 三枪拍案惊奇/A Woman, a Gun and a Noodle Shop  |                                                                                                 |
| 2010 | A galagonyafa alatt          | 山楂树之恋/The Love of the Hawthorn Tree       |                                                                                                 |
| 2011 |                              | 金陵十三钗/The Flowers of War                  | Asian Film Awards - Legjobb új szereplő The Golden Reel Awards - Legjobb hangvágás              |
| 2014 |                              | 归来/Coming Home                               |                                                                                                 |
| 2016 | A Nagy Fal                   | 长城/The Great Wall                            |                                                                                                 |

## Fordítás
- Ez a szócikk részben vagy egészben  a   Zhang Yimou című angol Wikipédia-szócikk fordításán alapul.  Az eredeti cikk szerkesztőit annak laptörténete sorolja fel. Ez a jelzés csupán a megfogalmazás eredetét és a szerzői jogokat jelzi, nem szolgál a cikkben szereplő információk forrásmegjelöléseként.